# Chiesa di San Lorenzo di Rebeccu
La chiesa di San Lorenzo di Rebeccu è una chiesa campestre situata in territorio di Bonorva, centro abitato della Sardegna nord-occidentale.
È ubicata su una piccola altura in prossimità dell'antica strada Caralibus Ulbiam che conduce a Rebeccu, villaggio medievale ormai abbandonato appartenuto alla curatoria di Costavalle e sede del magistrato del Cantone. Il ritrovamento di un sigillo in piombo di Barisone II - giudice di Torres nel periodo 1147-1186 - avvenuto nel 1831 all'interno della chiesa, porta a collocarne l'edificazione nella seconda metà del XII secolo.
L'edificio, eretto con conci calcarei alternati a pietra basaltica, ha aula mononavata con abside a E; la facciata, bicroma, è arricchita da cinque archetti e da un ampio campaniletto a vela; il portale d'ingresso, architravato, è sormontato da una lunetta. L'illuminazione interna è garantita da quattro monofore laterali e da due finestrelle cruciformi posizionate sui prospetti anteriore e posteriore.

## Galleria d'immagini

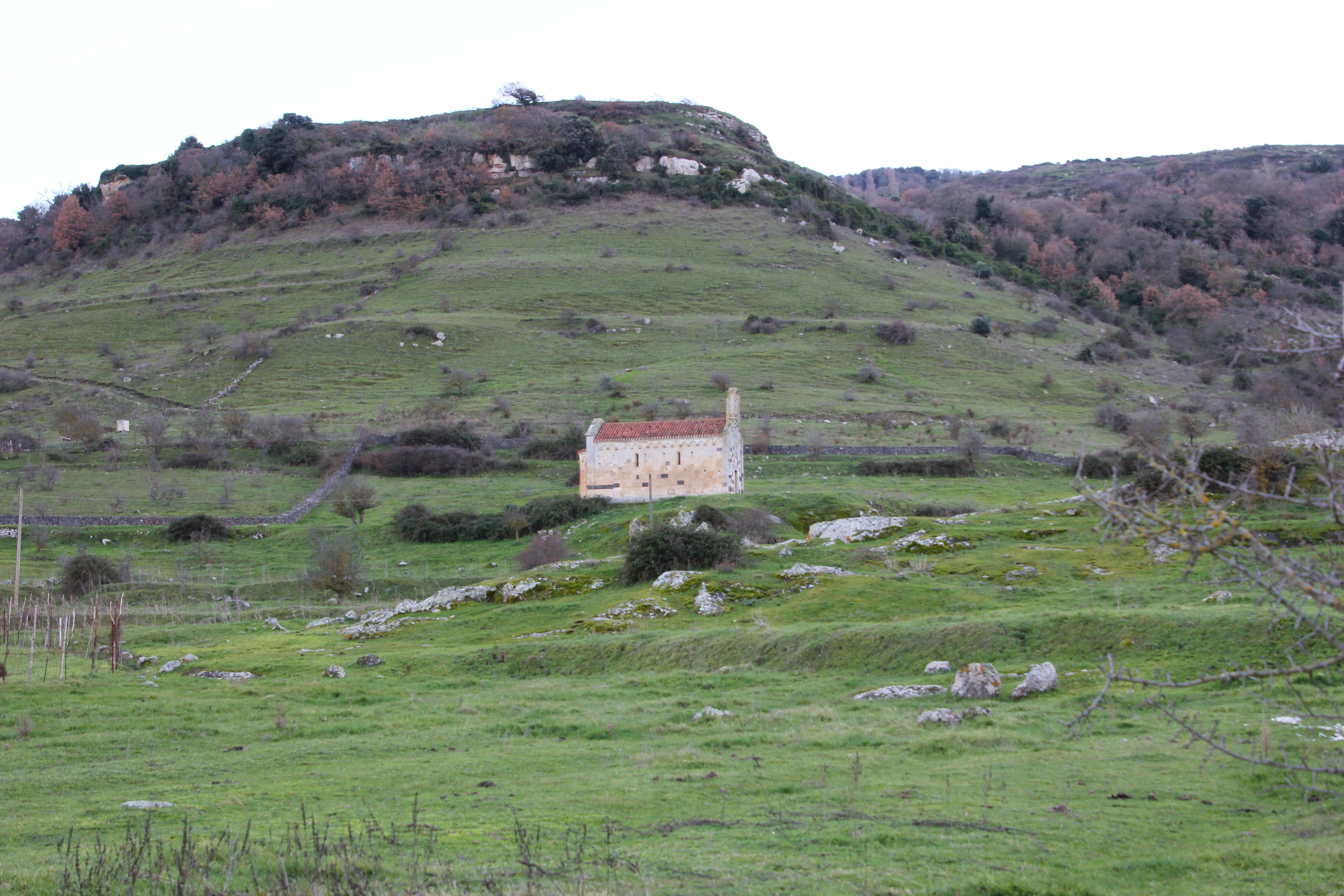
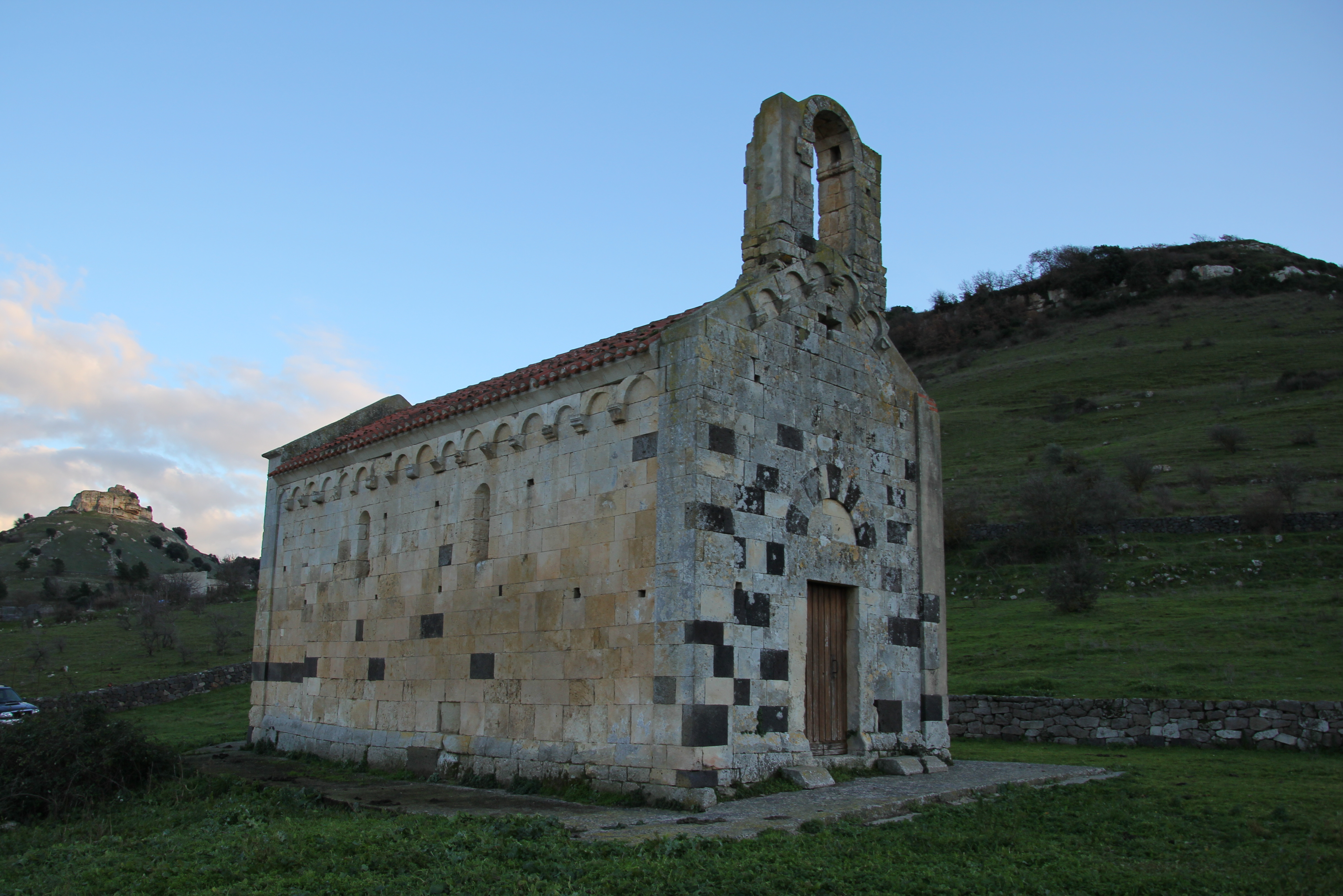
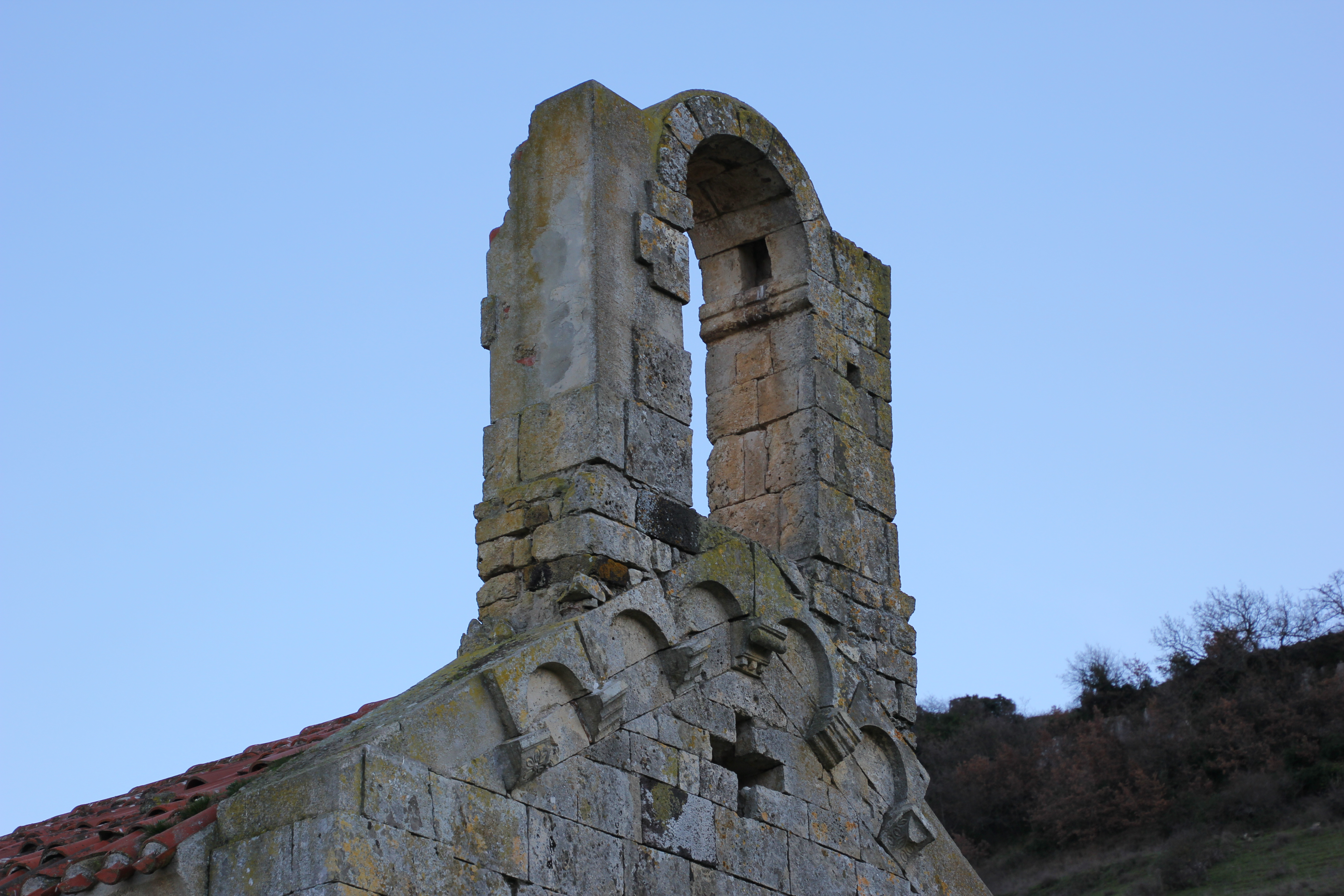
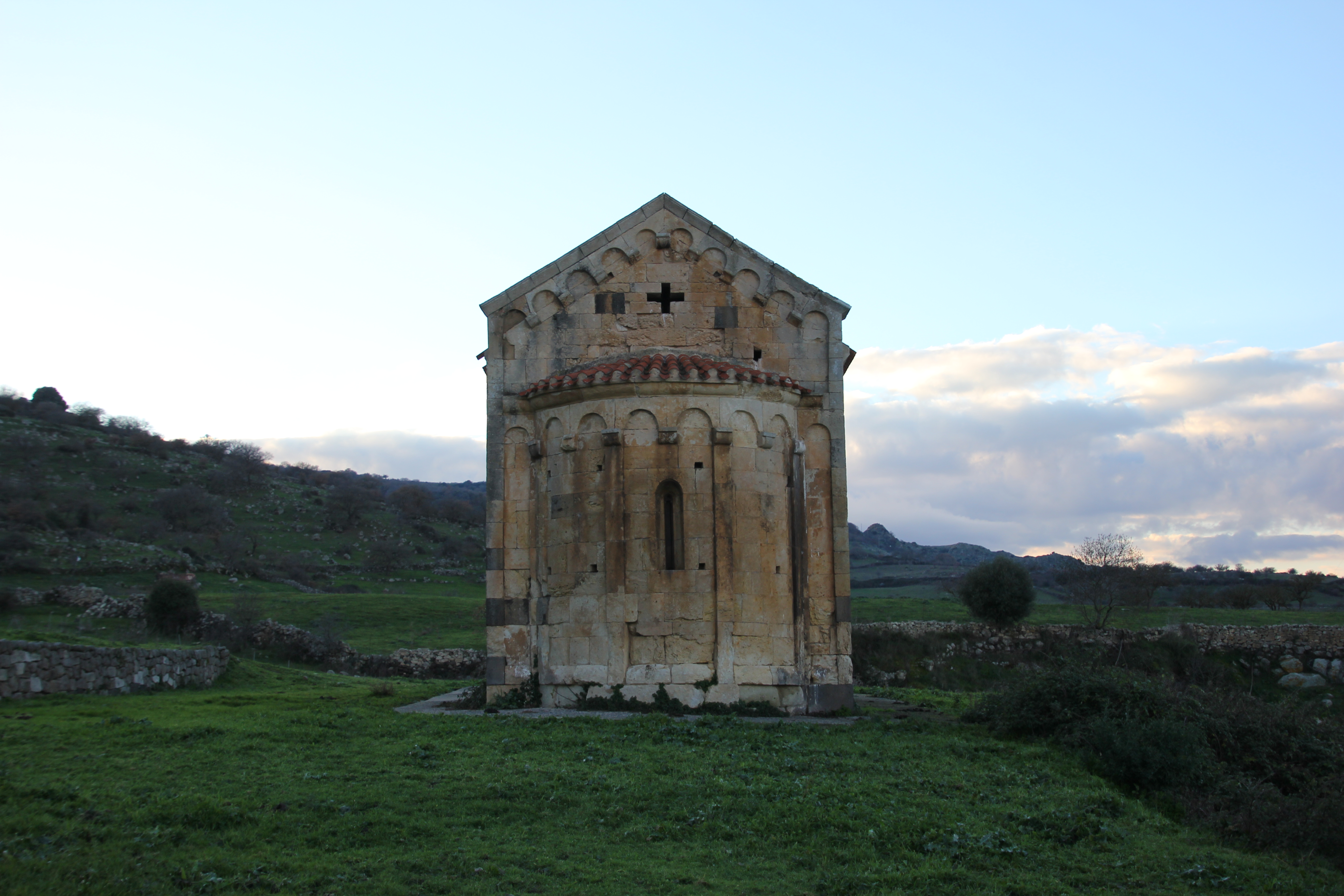